# Maison de Limoges
Pour les articles homonymes, voir Limoges (homonymie).
La maison de Limoges est une famille féodale du Limousin qui possédait la vicomté de Limoges. Elle commence avec Foucher de Limoges, fidèle de Charles II le Chauve, qui le fait vicomte de Limoges en l'an 876.
La maison de Limoges comprend diverses branches, dont le rattachement est assuré, comme la maison de Rochechouart (subsistante) et la maison de Brosse (éteinte en 1564),. Certaines dont le rattachement est une hypothèse communément admise par les historiens, comme la maison d'Aubusson (éteinte au XIXe), la maison de Comborn, dont sont issues la IIe maison de Turenne (éteinte au XIVe) et la maison de Ventadour. Le rattachement des comtes de La Marche à la maison de Limoges n'est pas accepté par les historiens.

## Origine

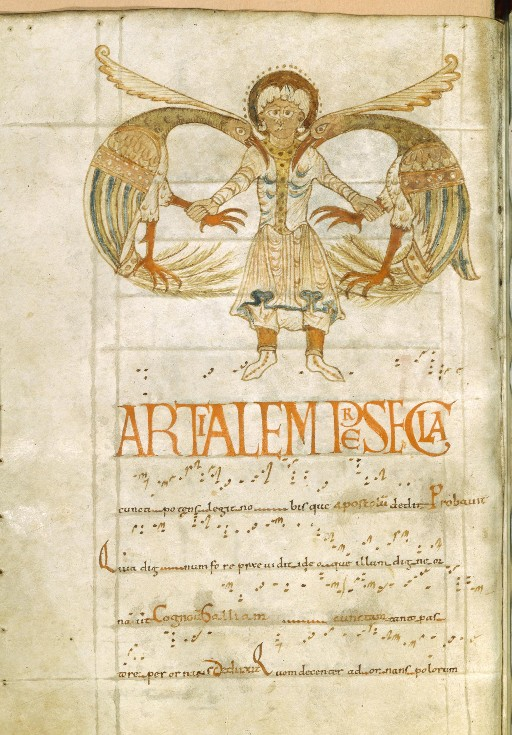
Gravure tirée du Tonaire de Saint-Martial de Limoges, le représentant aux prises avec deux oiseaux fantastiques.

L'ancêtre le plus lointain de la maison de Limoges est possiblement Foucher, fidèle de Charles II le Chauve installé en Limousin. Le premier individu à porter le titre de Lemovicensis (« de Limoges » ou « du Limousin ») est Aldebert ou Hildebert, cité entre 875 et 904. Le fils d'Aldebert, Hildegaire, est le premier à porter le titre de « vicomte des Limousins » (Lemovicinorum vicecomes), entre 914 et la fin des années 930.

## Branches
Selon l'hypothèse la plus couramment suivie par les historiens, la dynastie des vicomtes d'Aubusson, descendants de Ramnulphe, celle des vicomtes de Ségur, descendants d'un autre Foucher, et celle des vicomtes de Comborn, descendants d'Archambaud, seraient issues de la dynastie des vicomtes de Limoges, selon un acte des années 936-942 qui décrit les différents vicomtes comme consanguinei (cousins).
- Foucher (hypothèse)[3]
  - (hypothèse) Aldebert « de Limoges » (...875-904...)
    - Hildegaire, vicomte des Limousins (...914-939...)
      - Géraud, vicomte de Limoges (...963-990...)
        - Guillaume Ier, vicomte de Limoges (mort vers 1025)
          - première dynastie des vicomtes de Limoges

        - Aimeric Ostafranc, vicomte à Rochechouart (...1019...)
          - maison de Rochechouart

        - Bernard, vicomte de Brosse (mort vers 1081)
          - première dynastie des vicomtes de Brosse

    - (hypothèse) Foucher (mort avant 930)
      - Foucher II, vicomte de Ségur (v. 947)
        - première dynastie des vicomtes de Ségur

      - Archambaud (mort vers 958)
        - dynastie des vicomtes de Comborn, seconde dynastie des vicomtes de Turenne, première dynastie des vicomtes de Ventadour, deuxième dynastie des vicomtes de Limoges

  - (hypothèse) Ramnulphe
    - dynastie des vicomtes d'Aubusson

## Branche ainée (vicomtes de Limoges)
À la fin du premier millénaire, les vicomtes de Limoges renforcent leur autorité sur la ville qui s'agrandit considérablement sous l'essor du culte de saint Martial. Les trois grands centres de pouvoirs - le château, l'évêché et l'abbaye - sont détenus par des descendants de Foucher de Limoges, et c'est sous leur impulsion que l'hagiographie du saint patron de la ville est rédigée. C'est alors que survient le "miracle du mal des ardents" : en 994, une terrible épidémie propagée par le seigle s'abat sur la cité. Les reliques de saint Martial sont exposées à travers la ville et le mal cesse. Le pouvoir des vicomtes alliés aux autorités religieuses en sort renforcé.
Mais à la fin du XIe siècle, le vicomte Adémar II fait don, en échange d'une forte somme, de l'abbaye de Saint-Martial à l'Ordre de Cluny, malgré l'opposition des moines qui sont chassés. Cet évènement marque le début d'une rivalité entre le château et la ville qui débouche en 1105 sur l'incendie de Limoges, commandé par le vicomte Adémar III. Les évêques obtiennent malgré tout gain de cause, et le vicomte est condamné à reconstruire la ville.
Les descendants de Foucher de Limoges règnent sur leur fief jusqu'à la mort du vicomte Adémar III, en 1139, sans héritiers mâles.
À sa mort en 1139, Adémar III n'a plus d'héritiers mâles. La vicomté revient alors à Guy de Comborn, de la branche cadette des vicomtes de Comborn, qui a épousé Brunissende, la fille d'Adémar, héritière de la vicomté. Leurs descendants reprendront le nom de Limoges.
La vicomté de Limoges passera ensuite à la maison de Dreux-Bretagne, la maison de Blois-Châtillon, puis la maison d'Albret, avant d'être définitivement rattachée à la couronne par Henri IV en 1607.

## Branches puinées
La maison de Limoges a formé plusieurs branches puinées, dont l'une s'est perpétuée jusqu'à aujourd'hui : la maison de Rochechouart.

### Branche des vicomtes de Rochechouart
- Aimery de Limoges, quatrième fils du vicomte Géraud, épouse en 980 Eve, fille de Guillaume II Taillefer, comte d'Angoulême. Il reçoit les terres de Rochechouart et devient seigneur de Rochechouart.
- Aimery II de Rochechouart, son fils, lui succéda à sa mort en 1036

Cette branche est subsistante. En 1661, Louis XIV a autorisé le comte François de Rochechouart à prendre les armes et le titre de comte de Limoges.

#### Rameau de Mortemart
Cette branche commence avec :
- Guillaume de Rochechouart, seigneur de Mortemart, fils d'Aimery VIII de Rochechouart et de Marguerite de Limoges. Mort en 1272. Ses descendants recevront le titre de duc de Mortemart et prince de Tonnay-Charente.

Cette branche est subsistante.

### Branche des vicomtes de Brosse
Cette branche commence avec :
- Géraud d'Argenton, fils de Géraud de Limoges et Rothilde de Brosse.

La maison de Brosse s'est éteinte en 1564,.

### Branche des vicomtes de Comborn
Cette branche commence avec :
- Archambaud (vers 910 - 959), vicomte de Comborn, cité comme consanguineus du vicomte de Limoges vers 936-942, marié en 933 à Idéarde de Ségur, dont deux fils Archambaud et Bernard de Bré
- Archambaud de Comborn (vers 934 - vers 996), dit « Jambe pourrie », 1er vicomte de Comborn, vicomte de Turenne et de Ventadour.

Cette branche devient branche ainée et vicomte de Limoges en 1139.

### Branche des vicomtes de Turenne
Cette branche commence avec :
- Ebles de Comborn (953-1030), vicomte de Comborn et de Turenne, marié à Béatrice de Normandie, dont deux fils :
  - Archambaud III, vicomte de Comborn,
  - Guillaume de Turenne, qui épouse Mathilde dont il a un fils Boson de Turenne, qui lui succède à sa mort en 1037.
- Boson, vicomte de Turenne, épouse Gerberge de Terrasson, dont il a plusieurs enfants : Raymond, Alpaïde, Mathilde, Etiennette et Archambaud ;
- Raymond, vicomte de Turenne ;

#### Rameau des vicomtes de Ribérac
Ce rameau commence avec Archambaud de Turenne, seigneur de Ribérac, qui était fils de Boson, vicomte de Turenne et de Gerberge de Terrasson. Ce rameau s'éteint après quelques générations.

#### Rameau des seigneurs d'Aynac
Ce rameau commence avec :
- Guillaume de Turenne, seigneur d'Aynac, fils de Boson, vicomte de Turenne, a pour fils Faydit, petit-fils Pierre et arrière-petit-fils Hugues, seigneur de Saint-Genest.
- Pierre de Turenne, fils d'Hugues, seigneur de Saint-Genest, épouse Saure, dame d'Aynac qui lui donne au moins un fils :
- Archambaud de Turenne d'Aynac, marié avec Aygline, fille de Gisbert, seigneur de Thémines et de Bertande de Castelnau. Ce rameau est éteint[6].

La famille subsistante de ce nom est une branche naturelle de la famille Roger de Beaufort, qui forme la IVe maison des vicomtes de Turenne, qu'on croit commencer avec :
- Hector ou Astorg (1399- ), fils légitimé de Raimond Roger, vicomte de Turenne (1351-) et de Claire Simone, marié en 1431 avec Blanche d'Orlhac, fille d'Astorg d'Aurillac, seigneur de Conros et de Blanche de Thémines.

### Branche des vicomtes de Ventadour
Cette branche commence avec :
- Ebles Ier, vicomte de Ventadour, second fils du vicomte Archambaud III de Comborn, qu'on croit marié à Marie de Limoges, mort vers 1092.

### Branche des vicomtes d'Aubusson
Cette branche commence avec : 
- Ranulphe Ier, vicomte d'Aubusson, mort après 934, cité comme consanguineus du vicomte de Limoges en 936-942.

## Généalogie simplifiée
|                                           |                                           |                                           |                                           |                                             |                                             |                                             |                                             |                                                |                                                |                                                |                                                |                                                |                                                |                                     |                                     |                                                         |                                                         |                                                         |                                                         |                                                         |                                                         |                                                |                                                | Foucher de Limoges (†886) Vicomte de Limoges   |                                                |                                             |                                             |                                                       |                                                       |                                                       |                                                       |                                                       |                                                       |                                                |                                                |                                                |                                                |  |  |                                     |                                     |                                     |                                     |                                     |                                     |                                                     |                                                     |                                                     |                                                     |                                                     |                                                     |                                             |                                             |  |  |  |  |  |  |  |  |  |  |  |  |  |  |  |  |  |  |  |  |  |  |  |  |  |  |
|                                           |                                           |                                           |                                           |                                             |                                             |                                             |                                             |                                                |                                                |                                                |                                                |                                                |                                                |                                     |                                     |                                                         |                                                         |                                                         |                                                         |                                                         |                                                         |                                                |                                                |                                                |                                                |                                             |                                             |                                                       |                                                       |                                                       |                                                       |                                                       |                                                       |                                                |                                                |                                                |                                                |  |  |                                     |                                     |                                     |                                     |                                     |                                     |                                                     |                                                     |                                                     |                                                     |                                                     |                                                     |                                             |                                             |  |  |  |  |  |  |  |  |  |  |  |  |  |  |  |  |  |  |  |  |  |  |  |  |  |  |
|                                           |                                           |                                           |                                           |                                             |                                             |                                             |                                             |                                                |                                                |                                                |                                                |                                                |                                                |                                     |                                     |                                                         |                                                         |                                                         |                                                         |                                                         |                                                         |                                                |                                                |                                                |                                                |                                             |                                             |                                                       |                                                       |                                                       |                                                       |                                                       |                                                       |                                                |                                                |                                                |                                                |  |  |                                     |                                     |                                     |                                     |                                     |                                     |                                                     |                                                     |                                                     |                                                     |                                                     |                                                     |                                             |                                             |  |  |  |  |  |  |  |  |  |  |  |  |  |  |  |  |  |  |  |  |  |  |  |  |  |  |
| Hugues de Quercy (pt)                     | Hugues de Quercy (pt)                     | Hugues de Quercy (pt)                     | Hugues de Quercy (pt)                     | Hugues de Quercy (pt)                       | Hugues de Quercy (pt)                       |                                             |                                             |                                                |                                                |                                                |                                                |                                                |                                                |                                     |                                     | Hildebert de Limoges († 914) Victe de Limoges           | Hildebert de Limoges († 914) Victe de Limoges           | Hildebert de Limoges († 914) Victe de Limoges           | Hildebert de Limoges († 914) Victe de Limoges           | Hildebert de Limoges († 914) Victe de Limoges           | Hildebert de Limoges († 914) Victe de Limoges           |                                                |                                                |                                                |                                                |                                             |                                             |                                                       |                                                       |                                                       |                                                       |                                                       |                                                       |                                                |                                                |                                                |                                                |  |  |                                     |                                     |                                     |                                     |                                     |                                     | Ramnulphe Vicomte d'Aubusson filiation hypothétique | Ramnulphe Vicomte d'Aubusson filiation hypothétique | Ramnulphe Vicomte d'Aubusson filiation hypothétique | Ramnulphe Vicomte d'Aubusson filiation hypothétique | Ramnulphe Vicomte d'Aubusson filiation hypothétique | Ramnulphe Vicomte d'Aubusson filiation hypothétique |                                             |                                             |  |  |  |  |  |  |  |  |  |  |  |  |  |  |  |  |  |  |  |  |  |  |  |  |  |  |
| Hugues de Quercy (pt)                     | Hugues de Quercy (pt)                     | Hugues de Quercy (pt)                     | Hugues de Quercy (pt)                     | Hugues de Quercy (pt)                       | Hugues de Quercy (pt)                       |                                             |                                             |                                                |                                                |                                                |                                                |                                                |                                                |                                     |                                     | Hildebert de Limoges († 914) Victe de Limoges           | Hildebert de Limoges († 914) Victe de Limoges           | Hildebert de Limoges († 914) Victe de Limoges           | Hildebert de Limoges († 914) Victe de Limoges           | Hildebert de Limoges († 914) Victe de Limoges           | Hildebert de Limoges († 914) Victe de Limoges           |                                                |                                                |                                                |                                                |                                             |                                             |                                                       |                                                       |                                                       |                                                       |                                                       |                                                       |                                                |                                                |                                                |                                                |  |  |                                     |                                     |                                     |                                     |                                     |                                     | Ramnulphe Vicomte d'Aubusson filiation hypothétique | Ramnulphe Vicomte d'Aubusson filiation hypothétique | Ramnulphe Vicomte d'Aubusson filiation hypothétique | Ramnulphe Vicomte d'Aubusson filiation hypothétique | Ramnulphe Vicomte d'Aubusson filiation hypothétique | Ramnulphe Vicomte d'Aubusson filiation hypothétique |                                             |                                             |  |  |  |  |  |  |  |  |  |  |  |  |  |  |  |  |  |  |  |  |  |  |  |  |  |  |
| Archambaud Jambe-pourrie Victe de Comborn | Archambaud Jambe-pourrie Victe de Comborn | Archambaud Jambe-pourrie Victe de Comborn | Archambaud Jambe-pourrie Victe de Comborn | Archambaud Jambe-pourrie Victe de Comborn   | Archambaud Jambe-pourrie Victe de Comborn   |                                             |                                             |                                                |                                                |                                                |                                                |                                                |                                                |                                     |                                     | Hildegaire de Limoges († 943) Victe de Limoges          | Hildegaire de Limoges († 943) Victe de Limoges          | Hildegaire de Limoges († 943) Victe de Limoges          | Hildegaire de Limoges († 943) Victe de Limoges          | Hildegaire de Limoges († 943) Victe de Limoges          | Hildegaire de Limoges († 943) Victe de Limoges          |                                                |                                                |                                                |                                                |                                             |                                             |                                                       |                                                       |                                                       |                                                       |                                                       |                                                       |                                                |                                                |                                                |                                                |  |  |                                     |                                     |                                     |                                     |                                     |                                     |                                                     |                                                     | Branche d'Aubusson (éteinte au XIXe siècle)         | Branche d'Aubusson (éteinte au XIXe siècle)         | Branche d'Aubusson (éteinte au XIXe siècle)         | Branche d'Aubusson (éteinte au XIXe siècle)         | Branche d'Aubusson (éteinte au XIXe siècle) | Branche d'Aubusson (éteinte au XIXe siècle) |  |  |  |  |  |  |  |  |  |  |  |  |  |  |  |  |  |  |  |  |  |  |  |  |  |  |
| Archambaud Jambe-pourrie Victe de Comborn | Archambaud Jambe-pourrie Victe de Comborn | Archambaud Jambe-pourrie Victe de Comborn | Archambaud Jambe-pourrie Victe de Comborn | Archambaud Jambe-pourrie Victe de Comborn   | Archambaud Jambe-pourrie Victe de Comborn   |                                             |                                             |                                                |                                                |                                                |                                                |                                                |                                                |                                     |                                     | Hildegaire de Limoges († 943) Victe de Limoges          | Hildegaire de Limoges († 943) Victe de Limoges          | Hildegaire de Limoges († 943) Victe de Limoges          | Hildegaire de Limoges († 943) Victe de Limoges          | Hildegaire de Limoges († 943) Victe de Limoges          | Hildegaire de Limoges († 943) Victe de Limoges          |                                                |                                                |                                                |                                                |                                             |                                             |                                                       |                                                       |                                                       |                                                       |                                                       |                                                       |                                                |                                                |                                                |                                                |  |  |                                     |                                     |                                     |                                     |                                     |                                     |                                                     |                                                     | Branche d'Aubusson (éteinte au XIXe siècle)         | Branche d'Aubusson (éteinte au XIXe siècle)         | Branche d'Aubusson (éteinte au XIXe siècle)         | Branche d'Aubusson (éteinte au XIXe siècle)         | Branche d'Aubusson (éteinte au XIXe siècle) | Branche d'Aubusson (éteinte au XIXe siècle) |  |  |  |  |  |  |  |  |  |  |  |  |  |  |  |  |  |  |  |  |  |  |  |  |  |  |
| Elbes le Vieux Victe de Comborn           | Elbes le Vieux Victe de Comborn           | Elbes le Vieux Victe de Comborn           | Elbes le Vieux Victe de Comborn           | Elbes le Vieux Victe de Comborn             | Elbes le Vieux Victe de Comborn             |                                             |                                             |                                                |                                                |                                                |                                                |                                                |                                                |                                     |                                     | Géraud de Limoges († 988) Victe de Limoges              | Géraud de Limoges († 988) Victe de Limoges              | Géraud de Limoges († 988) Victe de Limoges              | Géraud de Limoges († 988) Victe de Limoges              | Géraud de Limoges († 988) Victe de Limoges              | Géraud de Limoges († 988) Victe de Limoges              |                                                |                                                |                                                |                                                |                                             |                                             |                                                       |                                                       |                                                       |                                                       |                                                       |                                                       |                                                |                                                |                                                |                                                |  |  |                                     |                                     |                                     |                                     |                                     |                                     |                                                     |                                                     |                                                     |                                                     |                                                     |                                                     |                                             |                                             |  |  |  |  |  |  |  |  |  |  |  |  |  |  |  |  |  |  |  |  |  |  |  |  |  |  |
| Elbes le Vieux Victe de Comborn           | Elbes le Vieux Victe de Comborn           | Elbes le Vieux Victe de Comborn           | Elbes le Vieux Victe de Comborn           | Elbes le Vieux Victe de Comborn             | Elbes le Vieux Victe de Comborn             |                                             |                                             |                                                |                                                |                                                |                                                |                                                |                                                |                                     |                                     | Géraud de Limoges († 988) Victe de Limoges              | Géraud de Limoges († 988) Victe de Limoges              | Géraud de Limoges († 988) Victe de Limoges              | Géraud de Limoges († 988) Victe de Limoges              | Géraud de Limoges († 988) Victe de Limoges              | Géraud de Limoges († 988) Victe de Limoges              |                                                |                                                |                                                |                                                |                                             |                                             |                                                       |                                                       |                                                       |                                                       |                                                       |                                                       |                                                |                                                |                                                |                                                |  |  |                                     |                                     |                                     |                                     |                                     |                                     |                                                     |                                                     |                                                     |                                                     |                                                     |                                                     |                                             |                                             |  |  |  |  |  |  |  |  |  |  |  |  |  |  |  |  |  |  |  |  |  |  |  |  |  |  |
|                                           |                                           |                                           |                                           |                                             |                                             |                                             |                                             |                                                |                                                |                                                |                                                |                                                |                                                |                                     |                                     |                                                         |                                                         |                                                         |                                                         |                                                         |                                                         |                                                |                                                |                                                |                                                |                                             |                                             |                                                       |                                                       |                                                       |                                                       |                                                       |                                                       |                                                |                                                |                                                |                                                |  |  |                                     |                                     |                                     |                                     |                                     |                                     |                                                     |                                                     |                                                     |                                                     |                                                     |                                                     |                                             |                                             |  |  |  |  |  |  |  |  |  |  |  |  |  |  |  |  |  |  |  |  |  |  |  |  |  |  |
| Archambaud II Victe de Comborn            | Archambaud II Victe de Comborn            | Archambaud II Victe de Comborn            | Archambaud II Victe de Comborn            | Archambaud II Victe de Comborn              | Archambaud II Victe de Comborn              |                                             |                                             | Guy Ier († 1025) Victe de Limoges              | Guy Ier († 1025) Victe de Limoges              | Guy Ier († 1025) Victe de Limoges              | Guy Ier († 1025) Victe de Limoges              | Guy Ier († 1025) Victe de Limoges              | Guy Ier († 1025) Victe de Limoges              |                                     |                                     | Hildegaire († 990) Évêque de Limoges                    | Hildegaire († 990) Évêque de Limoges                    | Hildegaire († 990) Évêque de Limoges                    | Hildegaire († 990) Évêque de Limoges                    | Hildegaire († 990) Évêque de Limoges                    | Hildegaire († 990) Évêque de Limoges                    |                                                |                                                | Alduin († 1014) Évêque de Limoges              | Alduin († 1014) Évêque de Limoges              | Alduin († 1014) Évêque de Limoges           | Alduin († 1014) Évêque de Limoges           | Alduin († 1014) Évêque de Limoges                     | Alduin († 1014) Évêque de Limoges                     |                                                       |                                                       | Aimery Ier Ostofrancus Vicomte de Rochechouart        | Aimery Ier Ostofrancus Vicomte de Rochechouart        | Aimery Ier Ostofrancus Vicomte de Rochechouart | Aimery Ier Ostofrancus Vicomte de Rochechouart | Aimery Ier Ostofrancus Vicomte de Rochechouart | Aimery Ier Ostofrancus Vicomte de Rochechouart |  |  | Géraud Seigneur d'Argenton          | Géraud Seigneur d'Argenton          | Géraud Seigneur d'Argenton          | Géraud Seigneur d'Argenton          | Géraud Seigneur d'Argenton          | Géraud Seigneur d'Argenton          |                                                     |                                                     |                                                     |                                                     |                                                     |                                                     |                                             |                                             |  |  |  |  |  |  |  |  |  |  |  |  |  |  |  |  |  |  |  |  |  |  |  |  |  |  |
| Archambaud II Victe de Comborn            | Archambaud II Victe de Comborn            | Archambaud II Victe de Comborn            | Archambaud II Victe de Comborn            | Archambaud II Victe de Comborn              | Archambaud II Victe de Comborn              |                                             |                                             | Guy Ier († 1025) Victe de Limoges              | Guy Ier († 1025) Victe de Limoges              | Guy Ier († 1025) Victe de Limoges              | Guy Ier († 1025) Victe de Limoges              | Guy Ier († 1025) Victe de Limoges              | Guy Ier († 1025) Victe de Limoges              |                                     |                                     | Hildegaire († 990) Évêque de Limoges                    | Hildegaire († 990) Évêque de Limoges                    | Hildegaire († 990) Évêque de Limoges                    | Hildegaire († 990) Évêque de Limoges                    | Hildegaire († 990) Évêque de Limoges                    | Hildegaire († 990) Évêque de Limoges                    |                                                |                                                | Alduin († 1014) Évêque de Limoges              | Alduin († 1014) Évêque de Limoges              | Alduin († 1014) Évêque de Limoges           | Alduin († 1014) Évêque de Limoges           | Alduin († 1014) Évêque de Limoges                     | Alduin († 1014) Évêque de Limoges                     |                                                       |                                                       | Aimery Ier Ostofrancus Vicomte de Rochechouart        | Aimery Ier Ostofrancus Vicomte de Rochechouart        | Aimery Ier Ostofrancus Vicomte de Rochechouart | Aimery Ier Ostofrancus Vicomte de Rochechouart | Aimery Ier Ostofrancus Vicomte de Rochechouart | Aimery Ier Ostofrancus Vicomte de Rochechouart |  |  | Géraud Seigneur d'Argenton          | Géraud Seigneur d'Argenton          | Géraud Seigneur d'Argenton          | Géraud Seigneur d'Argenton          | Géraud Seigneur d'Argenton          | Géraud Seigneur d'Argenton          |                                                     |                                                     |                                                     |                                                     |                                                     |                                                     |                                             |                                             |  |  |  |  |  |  |  |  |  |  |  |  |  |  |  |  |  |  |  |  |  |  |  |  |  |  |
|                                           |                                           |                                           |                                           |                                             |                                             |                                             |                                             |                                                |                                                |                                                |                                                |                                                |                                                |                                     |                                     |                                                         |                                                         |                                                         |                                                         |                                                         |                                                         |                                                |                                                |                                                |                                                |                                             |                                             |                                                       |                                                       |                                                       |                                                       |                                                       |                                                       |                                                |                                                |                                                |                                                |  |  |                                     |                                     |                                     |                                     |                                     |                                     |                                                     |                                                     |                                                     |                                                     |                                                     |                                                     |                                             |                                             |  |  |  |  |  |  |  |  |  |  |  |  |  |  |  |  |  |  |  |  |  |  |  |  |  |  |
| Bernard le Vieux Victe de Comborn         | Bernard le Vieux Victe de Comborn         | Bernard le Vieux Victe de Comborn         | Bernard le Vieux Victe de Comborn         | Bernard le Vieux Victe de Comborn           | Bernard le Vieux Victe de Comborn           |                                             |                                             | Adémar Ier († 1025) Victe de Limoges           | Adémar Ier († 1025) Victe de Limoges           | Adémar Ier († 1025) Victe de Limoges           | Adémar Ier († 1025) Victe de Limoges           | Adémar Ier († 1025) Victe de Limoges           | Adémar Ier († 1025) Victe de Limoges           |                                     |                                     |                                                         |                                                         |                                                         |                                                         |                                                         |                                                         |                                                |                                                | Aimery II († 1047) Victe de Rochechouart       | Aimery II († 1047) Victe de Rochechouart       | Aimery II († 1047) Victe de Rochechouart    | Aimery II († 1047) Victe de Rochechouart    | Aimery II († 1047) Victe de Rochechouart              | Aimery II († 1047) Victe de Rochechouart              |                                                       |                                                       |                                                       |                                                       |                                                |                                                |                                                |                                                |  |  | Branche de Brosse (éteinte en 1564) | Branche de Brosse (éteinte en 1564) | Branche de Brosse (éteinte en 1564) | Branche de Brosse (éteinte en 1564) | Branche de Brosse (éteinte en 1564) | Branche de Brosse (éteinte en 1564) |                                                     |                                                     |                                                     |                                                     |                                                     |                                                     |                                             |                                             |  |  |  |  |  |  |  |  |  |  |  |  |  |  |  |  |  |  |  |  |  |  |  |  |  |  |
| Bernard le Vieux Victe de Comborn         | Bernard le Vieux Victe de Comborn         | Bernard le Vieux Victe de Comborn         | Bernard le Vieux Victe de Comborn         | Bernard le Vieux Victe de Comborn           | Bernard le Vieux Victe de Comborn           |                                             |                                             | Adémar Ier († 1025) Victe de Limoges           | Adémar Ier († 1025) Victe de Limoges           | Adémar Ier († 1025) Victe de Limoges           | Adémar Ier († 1025) Victe de Limoges           | Adémar Ier († 1025) Victe de Limoges           | Adémar Ier († 1025) Victe de Limoges           |                                     |                                     |                                                         |                                                         |                                                         |                                                         |                                                         |                                                         |                                                |                                                | Aimery II († 1047) Victe de Rochechouart       | Aimery II († 1047) Victe de Rochechouart       | Aimery II († 1047) Victe de Rochechouart    | Aimery II († 1047) Victe de Rochechouart    | Aimery II († 1047) Victe de Rochechouart              | Aimery II († 1047) Victe de Rochechouart              |                                                       |                                                       |                                                       |                                                       |                                                |                                                |                                                |                                                |  |  | Branche de Brosse (éteinte en 1564) | Branche de Brosse (éteinte en 1564) | Branche de Brosse (éteinte en 1564) | Branche de Brosse (éteinte en 1564) | Branche de Brosse (éteinte en 1564) | Branche de Brosse (éteinte en 1564) |                                                     |                                                     |                                                     |                                                     |                                                     |                                                     |                                             |                                             |  |  |  |  |  |  |  |  |  |  |  |  |  |  |  |  |  |  |  |  |  |  |  |  |  |  |
|                                           |                                           |                                           |                                           |                                             |                                             |                                             |                                             |                                                |                                                |                                                |                                                |                                                |                                                |                                     |                                     |                                                         |                                                         |                                                         |                                                         |                                                         |                                                         |                                                |                                                |                                                |                                                |                                             |                                             |                                                       |                                                       |                                                       |                                                       |                                                       |                                                       |                                                |                                                |                                                |                                                |  |  |                                     |                                     |                                     |                                     |                                     |                                     |                                                     |                                                     |                                                     |                                                     |                                                     |                                                     |                                             |                                             |  |  |  |  |  |  |  |  |  |  |  |  |  |  |  |  |  |  |  |  |  |  |  |  |  |  |
|                                           |                                           |                                           |                                           | Guy II de Limoges († 1067) Victe de Limoges | Guy II de Limoges († 1067) Victe de Limoges | Guy II de Limoges († 1067) Victe de Limoges | Guy II de Limoges († 1067) Victe de Limoges | Guy II de Limoges († 1067) Victe de Limoges    | Guy II de Limoges († 1067) Victe de Limoges    |                                                |                                                | Adémar II († 1090) Victe de Limoges            | Adémar II († 1090) Victe de Limoges            | Adémar II († 1090) Victe de Limoges | Adémar II († 1090) Victe de Limoges | Adémar II († 1090) Victe de Limoges                     | Adémar II († 1090) Victe de Limoges                     |                                                         |                                                         |                                                         |                                                         |                                                |                                                | Aimery III († v.1075) Victe de Rochechouart    | Aimery III († v.1075) Victe de Rochechouart    | Aimery III († v.1075) Victe de Rochechouart | Aimery III († v.1075) Victe de Rochechouart | Aimery III († v.1075) Victe de Rochechouart           | Aimery III († v.1075) Victe de Rochechouart           |                                                       |                                                       |                                                       |                                                       |                                                |                                                |                                                |                                                |  |  |                                     |                                     |                                     |                                     |                                     |                                     |                                                     |                                                     |                                                     |                                                     |                                                     |                                                     |                                             |                                             |  |  |  |  |  |  |  |  |  |  |  |  |  |  |  |  |  |  |  |  |  |  |  |  |  |  |
|                                           |                                           |                                           |                                           | Guy II de Limoges († 1067) Victe de Limoges | Guy II de Limoges († 1067) Victe de Limoges | Guy II de Limoges († 1067) Victe de Limoges | Guy II de Limoges († 1067) Victe de Limoges | Guy II de Limoges († 1067) Victe de Limoges    | Guy II de Limoges († 1067) Victe de Limoges    |                                                |                                                | Adémar II († 1090) Victe de Limoges            | Adémar II († 1090) Victe de Limoges            | Adémar II († 1090) Victe de Limoges | Adémar II († 1090) Victe de Limoges | Adémar II († 1090) Victe de Limoges                     | Adémar II († 1090) Victe de Limoges                     |                                                         |                                                         |                                                         |                                                         |                                                |                                                | Aimery III († v.1075) Victe de Rochechouart    | Aimery III († v.1075) Victe de Rochechouart    | Aimery III († v.1075) Victe de Rochechouart | Aimery III († v.1075) Victe de Rochechouart | Aimery III († v.1075) Victe de Rochechouart           | Aimery III († v.1075) Victe de Rochechouart           |                                                       |                                                       |                                                       |                                                       |                                                |                                                |                                                |                                                |  |  |                                     |                                     |                                     |                                     |                                     |                                     |                                                     |                                                     |                                                     |                                                     |                                                     |                                                     |                                             |                                             |  |  |  |  |  |  |  |  |  |  |  |  |  |  |  |  |  |  |  |  |  |  |  |  |  |  |
|                                           |                                           |                                           |                                           |                                             |                                             |                                             |                                             |                                                |                                                |                                                |                                                |                                                |                                                |                                     |                                     |                                                         |                                                         |                                                         |                                                         |                                                         |                                                         |                                                |                                                |                                                |                                                |                                             |                                             |                                                       |                                                       |                                                       |                                                       |                                                       |                                                       |                                                |                                                |                                                |                                                |  |  |                                     |                                     |                                     |                                     |                                     |                                     |                                                     |                                                     |                                                     |                                                     |                                                     |                                                     |                                             |                                             |  |  |  |  |  |  |  |  |  |  |  |  |  |  |  |  |  |  |  |  |  |  |  |  |  |  |
| Archambaud IV († 1148) Victe de Comborn   | Archambaud IV († 1148) Victe de Comborn   | Archambaud IV († 1148) Victe de Comborn   | Archambaud IV († 1148) Victe de Comborn   | Archambaud IV († 1148) Victe de Comborn     | Archambaud IV († 1148) Victe de Comborn     |                                             |                                             | Brunissende Héritière de la Vicomté de Limoges | Brunissende Héritière de la Vicomté de Limoges | Brunissende Héritière de la Vicomté de Limoges | Brunissende Héritière de la Vicomté de Limoges | Brunissende Héritière de la Vicomté de Limoges | Brunissende Héritière de la Vicomté de Limoges |                                     |                                     | Adémar III († 1139) Victe de Limoges Sans héritier mâle | Adémar III († 1139) Victe de Limoges Sans héritier mâle | Adémar III († 1139) Victe de Limoges Sans héritier mâle | Adémar III († 1139) Victe de Limoges Sans héritier mâle | Adémar III († 1139) Victe de Limoges Sans héritier mâle | Adémar III († 1139) Victe de Limoges Sans héritier mâle |                                                |                                                | Aimery IV († v.1120) Victe de Rochechouart     | Aimery IV († v.1120) Victe de Rochechouart     | Aimery IV († v.1120) Victe de Rochechouart  | Aimery IV († v.1120) Victe de Rochechouart  | Aimery IV († v.1120) Victe de Rochechouart            | Aimery IV († v.1120) Victe de Rochechouart            |                                                       |                                                       |                                                       |                                                       |                                                |                                                |                                                |                                                |  |  |                                     |                                     |                                     |                                     |                                     |                                     |                                                     |                                                     |                                                     |                                                     |                                                     |                                                     |                                             |                                             |  |  |  |  |  |  |  |  |  |  |  |  |  |  |  |  |  |  |  |  |  |  |  |  |  |  |
| Archambaud IV († 1148) Victe de Comborn   | Archambaud IV († 1148) Victe de Comborn   | Archambaud IV († 1148) Victe de Comborn   | Archambaud IV († 1148) Victe de Comborn   | Archambaud IV († 1148) Victe de Comborn     | Archambaud IV († 1148) Victe de Comborn     |                                             |                                             | Brunissende Héritière de la Vicomté de Limoges | Brunissende Héritière de la Vicomté de Limoges | Brunissende Héritière de la Vicomté de Limoges | Brunissende Héritière de la Vicomté de Limoges | Brunissende Héritière de la Vicomté de Limoges | Brunissende Héritière de la Vicomté de Limoges |                                     |                                     | Adémar III († 1139) Victe de Limoges Sans héritier mâle | Adémar III († 1139) Victe de Limoges Sans héritier mâle | Adémar III († 1139) Victe de Limoges Sans héritier mâle | Adémar III († 1139) Victe de Limoges Sans héritier mâle | Adémar III († 1139) Victe de Limoges Sans héritier mâle | Adémar III († 1139) Victe de Limoges Sans héritier mâle |                                                |                                                | Aimery IV († v.1120) Victe de Rochechouart     | Aimery IV († v.1120) Victe de Rochechouart     | Aimery IV († v.1120) Victe de Rochechouart  | Aimery IV († v.1120) Victe de Rochechouart  | Aimery IV († v.1120) Victe de Rochechouart            | Aimery IV († v.1120) Victe de Rochechouart            |                                                       |                                                       |                                                       |                                                       |                                                |                                                |                                                |                                                |  |  |                                     |                                     |                                     |                                     |                                     |                                     |                                                     |                                                     |                                                     |                                                     |                                                     |                                                     |                                             |                                             |  |  |  |  |  |  |  |  |  |  |  |  |  |  |  |  |  |  |  |  |  |  |  |  |  |  |
|                                           |                                           |                                           |                                           |                                             |                                             |                                             |                                             |                                                |                                                |                                                |                                                |                                                |                                                |                                     |                                     |                                                         |                                                         |                                                         |                                                         |                                                         |                                                         |                                                |                                                |                                                |                                                |                                             |                                             |                                                       |                                                       |                                                       |                                                       |                                                       |                                                       |                                                |                                                |                                                |                                                |  |  |                                     |                                     |                                     |                                     |                                     |                                     |                                                     |                                                     |                                                     |                                                     |                                                     |                                                     |                                             |                                             |  |  |  |  |  |  |  |  |  |  |  |  |  |  |  |  |  |  |  |  |  |  |  |  |  |  |
|                                           |                                           |                                           |                                           | Branche de Comborn (éteinte au XIVe siècle) | Branche de Comborn (éteinte au XIVe siècle) | Branche de Comborn (éteinte au XIVe siècle) | Branche de Comborn (éteinte au XIVe siècle) | Branche de Comborn (éteinte au XIVe siècle)    | Branche de Comborn (éteinte au XIVe siècle)    |                                                |                                                |                                                |                                                |                                     |                                     |                                                         |                                                         |                                                         |                                                         |                                                         |                                                         |                                                |                                                | Aimery V († 1170) Victe de Rochechouart        | Aimery V († 1170) Victe de Rochechouart        | Aimery V († 1170) Victe de Rochechouart     | Aimery V († 1170) Victe de Rochechouart     | Aimery V († 1170) Victe de Rochechouart               | Aimery V († 1170) Victe de Rochechouart               |                                                       |                                                       |                                                       |                                                       |                                                |                                                |                                                |                                                |  |  |                                     |                                     |                                     |                                     |                                     |                                     |                                                     |                                                     |                                                     |                                                     |                                                     |                                                     |                                             |                                             |  |  |  |  |  |  |  |  |  |  |  |  |  |  |  |  |  |  |  |  |  |  |  |  |  |  |
|                                           |                                           |                                           |                                           | Branche de Comborn (éteinte au XIVe siècle) | Branche de Comborn (éteinte au XIVe siècle) | Branche de Comborn (éteinte au XIVe siècle) | Branche de Comborn (éteinte au XIVe siècle) | Branche de Comborn (éteinte au XIVe siècle)    | Branche de Comborn (éteinte au XIVe siècle)    |                                                |                                                |                                                |                                                |                                     |                                     |                                                         |                                                         |                                                         |                                                         |                                                         |                                                         |                                                |                                                | Aimery V († 1170) Victe de Rochechouart        | Aimery V († 1170) Victe de Rochechouart        | Aimery V († 1170) Victe de Rochechouart     | Aimery V († 1170) Victe de Rochechouart     | Aimery V († 1170) Victe de Rochechouart               | Aimery V († 1170) Victe de Rochechouart               |                                                       |                                                       |                                                       |                                                       |                                                |                                                |                                                |                                                |  |  |                                     |                                     |                                     |                                     |                                     |                                     |                                                     |                                                     |                                                     |                                                     |                                                     |                                                     |                                             |                                             |  |  |  |  |  |  |  |  |  |  |  |  |  |  |  |  |  |  |  |  |  |  |  |  |  |  |
|                                           |                                           |                                           |                                           |                                             |                                             |                                             |                                             |                                                |                                                |                                                |                                                |                                                |                                                |                                     |                                     |                                                         |                                                         |                                                         |                                                         |                                                         |                                                         |                                                |                                                | Aimery VI († 1230) Victe de Rochechouart       |                                                |                                             |                                             |                                                       |                                                       |                                                       |                                                       |                                                       |                                                       |                                                |                                                |                                                |                                                |  |  |                                     |                                     |                                     |                                     |                                     |                                     |                                                     |                                                     |                                                     |                                                     |                                                     |                                                     |                                             |                                             |  |  |  |  |  |  |  |  |  |  |  |  |  |  |  |  |  |  |  |  |  |  |  |  |  |  |
|                                           |                                           |                                           |                                           |                                             |                                             |                                             |                                             |                                                |                                                |                                                |                                                |                                                |                                                |                                     |                                     |                                                         |                                                         |                                                         |                                                         |                                                         |                                                         |                                                |                                                |                                                |                                                |                                             |                                             |                                                       |                                                       |                                                       |                                                       |                                                       |                                                       |                                                |                                                |                                                |                                                |  |  |                                     |                                     |                                     |                                     |                                     |                                     |                                                     |                                                     |                                                     |                                                     |                                                     |                                                     |                                             |                                             |  |  |  |  |  |  |  |  |  |  |  |  |  |  |  |  |  |  |  |  |  |  |  |  |  |  |
|                                           |                                           |                                           |                                           |                                             |                                             |                                             |                                             |                                                |                                                |                                                |                                                |                                                |                                                |                                     |                                     |                                                         |                                                         |                                                         |                                                         |                                                         |                                                         |                                                |                                                | Aimery VII (1180-1243) Victe de Rochechouart   |                                                |                                             |                                             |                                                       |                                                       |                                                       |                                                       |                                                       |                                                       |                                                |                                                |                                                |                                                |  |  |                                     |                                     |                                     |                                     |                                     |                                     |                                                     |                                                     |                                                     |                                                     |                                                     |                                                     |                                             |                                             |  |  |  |  |  |  |  |  |  |  |  |  |  |  |  |  |  |  |  |  |  |  |  |  |  |  |
|                                           |                                           |                                           |                                           |                                             |                                             |                                             |                                             |                                                |                                                |                                                |                                                |                                                |                                                |                                     |                                     |                                                         |                                                         |                                                         |                                                         |                                                         |                                                         |                                                |                                                |                                                |                                                |                                             |                                             |                                                       |                                                       |                                                       |                                                       |                                                       |                                                       |                                                |                                                |                                                |                                                |  |  |                                     |                                     |                                     |                                     |                                     |                                     |                                                     |                                                     |                                                     |                                                     |                                                     |                                                     |                                             |                                             |  |  |  |  |  |  |  |  |  |  |  |  |  |  |  |  |  |  |  |  |  |  |  |  |  |  |
|                                           |                                           |                                           |                                           |                                             |                                             |                                             |                                             |                                                |                                                |                                                |                                                |                                                |                                                |                                     |                                     |                                                         |                                                         |                                                         |                                                         |                                                         |                                                         |                                                |                                                | Aimery VIII (1206-1245) Victe de Rochechouart  |                                                |                                             |                                             |                                                       |                                                       |                                                       |                                                       |                                                       |                                                       |                                                |                                                |                                                |                                                |  |  |                                     |                                     |                                     |                                     |                                     |                                     |                                                     |                                                     |                                                     |                                                     |                                                     |                                                     |                                             |                                             |  |  |  |  |  |  |  |  |  |  |  |  |  |  |  |  |  |  |  |  |  |  |  |  |  |  |
|                                           |                                           |                                           |                                           |                                             |                                             |                                             |                                             |                                                |                                                |                                                |                                                |                                                |                                                |                                     |                                     |                                                         |                                                         |                                                         |                                                         |                                                         |                                                         |                                                |                                                |                                                |                                                |                                             |                                             |                                                       |                                                       |                                                       |                                                       |                                                       |                                                       |                                                |                                                |                                                |                                                |  |  |                                     |                                     |                                     |                                     |                                     |                                     |                                                     |                                                     |                                                     |                                                     |                                                     |                                                     |                                             |                                             |  |  |  |  |  |  |  |  |  |  |  |  |  |  |  |  |  |  |  |  |  |  |  |  |  |  |
|                                           |                                           |                                           |                                           |                                             |                                             |                                             |                                             |                                                |                                                |                                                |                                                |                                                |                                                |                                     |                                     |                                                         |                                                         |                                                         |                                                         |                                                         |                                                         |                                                |                                                |                                                |                                                |                                             |                                             |                                                       |                                                       |                                                       |                                                       |                                                       |                                                       |                                                |                                                |                                                |                                                |  |  |                                     |                                     |                                     |                                     |                                     |                                     |                                                     |                                                     |                                                     |                                                     |                                                     |                                                     |                                             |                                             |  |  |  |  |  |  |  |  |  |  |  |  |  |  |  |  |  |  |  |  |  |  |  |  |  |  |
|                                           |                                           |                                           |                                           |                                             |                                             |                                             |                                             |                                                |                                                |                                                |                                                |                                                |                                                |                                     |                                     |                                                         |                                                         |                                                         |                                                         | Aimery IX († 1288) Victe de Rochechouart                | Aimery IX († 1288) Victe de Rochechouart                | Aimery IX († 1288) Victe de Rochechouart       | Aimery IX († 1288) Victe de Rochechouart       | Aimery IX († 1288) Victe de Rochechouart       | Aimery IX († 1288) Victe de Rochechouart       |                                             |                                             | Guillaume de Mortemart († 1272) Seigneur de Mortemart | Guillaume de Mortemart († 1272) Seigneur de Mortemart | Guillaume de Mortemart († 1272) Seigneur de Mortemart | Guillaume de Mortemart († 1272) Seigneur de Mortemart | Guillaume de Mortemart († 1272) Seigneur de Mortemart | Guillaume de Mortemart († 1272) Seigneur de Mortemart |                                                |                                                |                                                |                                                |  |  |                                     |                                     |                                     |                                     |                                     |                                     |                                                     |                                                     |                                                     |                                                     |                                                     |                                                     |                                             |                                             |  |  |  |  |  |  |  |  |  |  |  |  |  |  |  |  |  |  |  |  |  |  |  |  |  |  |
|                                           |                                           |                                           |                                           |                                             |                                             |                                             |                                             |                                                |                                                |                                                |                                                |                                                |                                                |                                     |                                     |                                                         |                                                         |                                                         |                                                         | Aimery IX († 1288) Victe de Rochechouart                | Aimery IX († 1288) Victe de Rochechouart                | Aimery IX († 1288) Victe de Rochechouart       | Aimery IX († 1288) Victe de Rochechouart       | Aimery IX († 1288) Victe de Rochechouart       | Aimery IX († 1288) Victe de Rochechouart       |                                             |                                             | Guillaume de Mortemart († 1272) Seigneur de Mortemart | Guillaume de Mortemart († 1272) Seigneur de Mortemart | Guillaume de Mortemart († 1272) Seigneur de Mortemart | Guillaume de Mortemart († 1272) Seigneur de Mortemart | Guillaume de Mortemart († 1272) Seigneur de Mortemart | Guillaume de Mortemart († 1272) Seigneur de Mortemart |                                                |                                                |                                                |                                                |  |  |                                     |                                     |                                     |                                     |                                     |                                     |                                                     |                                                     |                                                     |                                                     |                                                     |                                                     |                                             |                                             |  |  |  |  |  |  |  |  |  |  |  |  |  |  |  |  |  |  |  |  |  |  |  |  |  |  |
|                                           |                                           |                                           |                                           |                                             |                                             |                                             |                                             |                                                |                                                |                                                |                                                |                                                |                                                |                                     |                                     |                                                         |                                                         |                                                         |                                                         | Branche de Rochechouart (toujours subsistante)          | Branche de Rochechouart (toujours subsistante)          | Branche de Rochechouart (toujours subsistante) | Branche de Rochechouart (toujours subsistante) | Branche de Rochechouart (toujours subsistante) | Branche de Rochechouart (toujours subsistante) |                                             |                                             | Branche de Mortemart (toujours subsistante)           | Branche de Mortemart (toujours subsistante)           | Branche de Mortemart (toujours subsistante)           | Branche de Mortemart (toujours subsistante)           | Branche de Mortemart (toujours subsistante)           | Branche de Mortemart (toujours subsistante)           |                                                |                                                |                                                |                                                |  |  |                                     |                                     |                                     |                                     |                                     |                                     |                                                     |                                                     |                                                     |                                                     |                                                     |                                                     |                                             |                                             |  |  |  |  |  |  |  |  |  |  |  |  |  |  |  |  |  |  |  |  |  |  |  |  |  |  |

## Armorial

Armes des Aubusson : d'or à la croix ancrée de gueules.
Armes des Brosse : trois brosses d'or liées de gueules sur fond d'azur .
Armes des Comborn : coticé d'or et de gueules de douze pièces.
Armes des Limoges : d'or, à trois lion d'azur, armés et lampassés de gueules.
Armes des Rochechouart : fascé ondé d'argent et de gueules de six pièces.
Armes des Ventadour : échiqueté d'or et de gueules.

## Possessions
Les anciennes terres possédées par les descendants[précision nécessaire] de Foucher de Limoges sont :
- Haute-Vienne : Limoges, Rochechouart, Aixe-sur-Vienne, Bâtiment, Berneuil, Blond, Bonat, Boisseuil, Brigueil, Bussière-Boffy, Bussière-Galant, Châlus, Champagnac-la-Rivière, Champsac, Château-Chervix, Chéronnac, Cieux, Clavieres, Cognac-la-Forêt, Coussac-Bonneval, Cussac, Dournazac, Eyjeaux, Fauvette, Flavignac, Glandon, Gorre, Javerdat, La Chapelle-Montbrandeix, Ladignac-le-Long, Lavignac, Le Chalard, Les Cars, Les Salles-Lavauguyon, Maisonnais-sur-Tardoire, Marafy, Maisonnais-sur-Tardoire, Marval, Mézières-sur-Issoire, Mortemart, Nouic, Oradour-sur-Glane, Oradour-sur-Vayres, Pageas, Pensol, Pierre-Buffière, Razé, Repaire, Rochebrune, Saint-Auvent, Saint-Bazile, Saint-Bonnet-Briance, Saint-Christophe, Saint-Gervais, Saint-Genest-sur-Roselle, Saint-Hilaire-Bonneval, Saint-Jean-Ligoure, Saint-Cyr, Saint-Laurent-sur-Gorre, Saint-Léger-la-Montagne, Saint-Mathieu, Saint-Paul, Saint-Victurnien, Saint-Yrieix-la-Perche, Sainte-Marie-de-Vaux, Vayres, Videix, Vigneau... ;
- Aisne : Corbeny, La Ferté-Chevresis, Saint-Germain-les-Belles... ;
- Allier : Bellenaves, Gayette... ;
- Ariège : Lescure, Soulan... ;
- Aube : Bréviandes, La Motte-Tilly, Maupas.. .;
- Charente : Bessac, Brigueil, Chabanais, Confolens, Montmoreau-Saint-Cybard, Montrollet, Saint-Christophe... ;
- Charente-Maritime: Fontaine de Burlé, Tonnay-Charente... ;
- Cher : Ardé, Chârost, Cros, Fontmoreau, Ivoy-le-Pré, Jars, La Salle de Jançai, Lavaupot, Loisière, Mondon, Morogues, Rhodes, Sens-Beaujeu... ;
- Corrèze : Arnac-Pompadour, Ayen, Benayes, Beyssac, Beyssenac, Brignac-la-Plaine, Chamberet, Louignac, Lubersac, Masseret, Montgibaud, Objat, Perpezac-le-Blanc, Saint-Aulaire, Saint-Cyprien, Saint-Éloy-les-Tuileries, Saint-Julien-le-Vendômois, Saint-Martin-Sepert, Saint-Pardoux-Corbier, Saint-Robert, Saint-Sornin-Lavolps, Segonzac, Ségur-le-Château, Vars-sur-Roseix, Yssandon... ;
- Côte d'Or : Arconçay, Arc-sur-Tille, Brognon, Chazeuil, Dussac, Marey, Selongey ;
- Creuse : Azat-Châtenet, Boussac, Bridiers, Saint-Étienne-de-Fursac... ;
- Dordogne : Abjat-sur-Bandiat, Angoisse, Anlhiac, Atur, Augignac, Bassillac, Beauregard-de-Terrasson, Blis-et-Born, Boulazac, Châtres, Chavagnac, Clermont-d'Excideuil, Coly, Condat-sur-Vézère, Connezac, Corgnac-sur-l'Isle, Excideuil, Eyliac, Eyzerac, Fougeyrolles, Génis, Grèzes, Hautefaye, Javerlhac, La Cosière en Périgord, La Douze, La Bachellerie, La Cassagne, La Dornac, La Feuillade, Lanouaille, Le Bourdeix, Le Lardin-Saint-Lazare, Lempzours, Lussas-et-Nontronneau, Marsaneix, Milhac-d'Auberoche, Nanthiat, Nantheuil, Nontron, Notre-Dame-de-Sanilhac, Payzac, Pazayac, Peyrignac, Preyssac-d'Excideuil, Saint-Antoine-d'Auberoche, Saint-Crépin-d'Auberoche, Saint-Cyr-les-Champagnes, Saint-Estèphe, Saint-Front-sur-Nizonne, Saint-Germain-des-Prés, Saint-Geyrac, Saint-Jean-de-Côle, Saint-Jory-las-Bloux, Saint-Laurent-sur-Manoire, Sainte-Marie-de-Chignac, Saint-Martial-d'Albarède, Saint-Martial-de-Valette, Saint-Martin-de-Fressengeas, Saint-Martin-le-Pin, Saint-Médard-d'Excideuil, Saint-Mesmin, Saint-Pantaly-d'Excideuil, Saint-Pierre-de-Chignac, Saint-Pierre-de-Côle, Saint-Rabier, Saint-Raphaël, Saint-Romain-et-Saint-Clément, Saint-Sulpice-d'Excideuil, Sainte-Trie, Salagnac, Sarlande, Sarrazac, Savignac-Lédrier, Sceau-Saint-Angel, Terrasson-Lavilledieu, Teyjat, Thiviers, Vaunac, Vieux-Mareuil, Villac... ;
- Essonne : Saint-Cyr-la-Rivière... ;
- Haute-Garonne : Aureville, Barbazan, Clermont-le-Fort, Goyrans, Labarthe-sur-Lèze, Montclar-Lauragais, Pompiac... ;
- Gers : Montégut, Plieux... ;
- Gironde : Belin... ;
- Loire-Atlantique : Château-Thébaud, Fercé, Saint-Julien-de-Concelles, Montrelais, Quehillac, La Sénéchallière, Vieillevigne.. .;
- Loiret : Châtillon-le-Roi, Coulmiers, Germigny-des-Prés, Isy, La Brosse, Loury, Mareau-aux-Prés, Nancray-sur-Rimarde, Montpipeau, Saint-Ay...; * * Indre : château de Brosse, Saint-Benoît-du-Sault Le Bouchet, Migné, Saulnay... ;
- Lot : Gramat... ;
- Mayenne : Entrammes... ;
- Nièvre : Dampierre-sous-Bouhy, Corbigny, Moulins-Engilbert, Saint-Amand-en-Puisaye, Saint-Péreuse, Saint-Vérain, Vauchisson... ;
- Oise : Blicourt, Marseille-en-Beauvaisis... ;
- Puy de Dôme : Artonne, Bessac, La Tour-d'Auvergne, Montpeyroux, Ravel... ;
- Saône et Loire : Bellevesvre, Couches, Layé... ;
- Seine-Maritime : Fricourt, la Motte... ;
- Seine-et-Marne : Bray-sur-Seine, Everly, Moigneville, Soissy sous Etiole, Trilbardou, Meaux.. .;
- Somme : Marseilles... ;
- Tarn-et-Garonne : Bruniquel, Faudoas... ;
- Deux-Sèvres : Champdeniers, Gascougnolles, Le Bourdet, Limalonges, Mauzé[Laquelle ?], Vouillé.. .;
- Vendée : Montaigu.. .;
- Vienne : Abzac, Availles, Brion, Chanail, Château-Larcher, Cercigné, Isle-Dieu, Dieuné, Lussac-les-Châteaux, Isle-Jourdain, Vienne, Vernières Vivonne... ;
- Yonne : Malvoisine... ;
- Val d'Oise : Chars...